# 我们的师父
《我们的师父》，原名《前辈们》或《闪光的师父》，是中国大陆湖南卫视推出的一档文化品格传承类真人秀节目，由制作过《少年说》的孔晓一工作室打造，主要讲述由四位不同年龄阶层的男艺人组成的「GSG男团」到大中华地区不同的知名人士家中度过三天两夜并感悟榜样力量的故事。节目于2019年3月30日起每週六22:00接档《我家那闺女》播出。

## 节目简介

### 内容
节目成员包括四位不同年龄阶层的男艺人，四位成员每站将前往大中华地区不同的知名人士家中度过三天两夜，感悟和学习榜样精神，解答人生疑惑。

### 制作
节目在创作过程中参考了《西游记》中唐僧师徒四人的关系，并以此为基础进行了一定的创新。有鉴于此，节目组在选角上也会有这方面的考虑，从而选出与师徒四人角色所对应的成员。剪辑方面，也在传统真人秀的基础上迎合年轻观众的喜好让成员以Vlog视角对拜师生活进行记录。

## 节目成员
| 姓名   | 排行   | 出生日期       | 主要职业     |
| ------ | ------ | -------------- | ------------ |
| 于晓光 | 大师兄 | 1981年5月16日  | 演员         |
| 大张伟 | 二师兄 | 1983年8月31日  | 歌手、主持人 |
| 刘宇宁 | 三师兄 | 1990年1月8日   | 歌手、演員   |
| 董思成 | 小师弟 | 1997年10月28日 | 歌手         |

四位成员取「哥四个」之汉语拼音首字母缩写，合称「GSG」或「GSG男团」。此外，四位成员还共同演唱了节目的同名主题曲，主题曲的词曲创作则由二师兄大张伟一手包办。

## 节目内容
时间皆为2019年，实际内容以当日播出为准，详情来源于节目各集内容。
| 站驿   | 录制时间      | 集数 | 播出日期         | 师父   | 师父        | 地点           | 内容 | 备注 |
| 站驿   | 录制时间      | 集数 | 播出日期         | 姓名   | 职业        | 地点           | 内容 | 备注 |
| ------ | ------------- | ---- | ---------------- | ------ | ----------- | -------------- | --- | --- |
| 第一站 | 3月1日－3日   | 1    | 3月30日          | 牛犇   | 演员        | 上海           | 共进午餐 参观老年活动中心／与老人一同唱歌 制作馄饨 拜访邻居                                             | 牛犇次子王侃在家中迎接师徒五人并与五人共进晚餐 |
| 第一站 | 3月1日－3日   | 2    | 4月6日           | 牛犇   | 演员        | 上海           | 到超市和服装店观察生活 到师父家中做客／共进晚餐 汇报演出                                                | 牛犇次子王侃在家中迎接师徒五人并与五人共进晚餐 |
| 第二站 | 3月15日－17日 | 3    | 4月13日          | 倪萍   | 主持人 演员 | 北京           | 参观赵忠祥家 赵忠祥为大家制作午餐 播音测试 共进晚餐                                                     | 本站中，师徒五人在赵忠祥家借住，赵忠祥亦担任首日助教；即兴讲故事环节由蔡明担任助教，蔡明亦于第二天与师徒五人共进晚餐                                                                   |
| 第二站 | 3月15日－17日 | 4    | 4月20日          | 倪萍   | 主持人 演员 | 北京           | 制作饺子 到书店购买书籍 即兴讲故事／共进晚餐 汇报演出                                                   | 本站中，师徒五人在赵忠祥家借住，赵忠祥亦担任首日助教；即兴讲故事环节由蔡明担任助教，蔡明亦于第二天与师徒五人共进晚餐                                                                   |
| 第三站 | 4月2日－4日   | 5    | 4月27日          | 韩磊   | 歌手        | 内蒙古呼伦贝尔 | 参观布冬霞部落 共进午餐 游览根河湿地／吐纳体验课 共进下午茶／师徒闲谈 共进晚餐／给母亲打电话 睡前禅坐   | 本站中，首日的活动在根河进行，晚餐及住所在额尔古纳解决，第二天更换蒙古族服饰后转战呼伦贝尔草原，晚餐及住所在牧云山顶解决，第三天的活动则返回北京进行                                   |
| 第三站 | 4月2日－4日   | 6    | 5月3日 （週五1） | 韩磊   | 歌手        | 内蒙古呼伦贝尔 | 更换蒙古族服饰 草原游览／骑行体验 共进午餐 与蒙古族艺术家共进晚餐／合作表演 制作午餐／歌曲录制          | 本站中，首日的活动在根河进行，晚餐及住所在额尔古纳解决，第二天更换蒙古族服饰后转战呼伦贝尔草原，晚餐及住所在牧云山顶解决，第三天的活动则返回北京进行                                   |
| 第四站 | 4月23日－25日 | 7    | 5月11日          | 张凯丽 | 演员        | 北京           | 滑冰挑战 命题表演 共进晚餐                                                                              | 本站中，滑冰挑战环节由叶乔波担任助教，游乐场环节在天津进行 |
| 第四站 | 4月23日－25日 | 8    | 5月18日          | 张凯丽 | 演员        | 北京           | 师徒篮球赛 制作午餐 汇报演出 制作晚餐 为师父制作手办 到游乐场游玩                                       | 本站中，滑冰挑战环节由叶乔波担任助教，游乐场环节在天津进行 |
| 第五站 | 5月4日－6日   | 9    | 5月25日          | 蔡澜   | 美食家      | 香港           | 餐厅经营考验 为蔡澜新书拍摄宣传短片 「妈妈的味道」烹饪大赛                                              | |
| 第六站 | 5月16日－18日 | 10   | 6月1日           | 陈冲   | 演员        | 上海           | 参观工作区／互说长处 各自向朋友连线／由朋友进行吐槽 街头直播 共进晚餐 家庭电音节 为陈冲女儿准备生日惊喜 | 本站中，新师父的线索由牛犇向四位徒弟提供，沈凌和瞿颖于共进晚餐及家庭电音节环节出现；于晓光与秋瓷炫于本期节目播出前三天举行婚礼，节目片尾以彩蛋的形式播放了历任师父与三位师兄的祝福短片 |
| 第七站 | 5月24日－26日 | 11   | 6月8日           | 王刚   | 演员        | 北京           | 各自挑选一件瓷器带给师父鉴定 话剧演出 好友相互吐槽                                                      | 本站中，张铁林于吐槽环节出现，并参与之后的知识问答和默契大考验环节，亦于第二天与师徒五人共进晚餐；最后一期《我们的师父高光时刻》于GSG告别前播放了四人的日常花絮和《我们的师父》回忆录  |
| 第七站 | 5月24日－26日 | 12   | 6月15日          | 王刚   | 演员        | 北京           | 铁三角知识问答 共进晚餐 默契大考验 互写离别感言／说离别感言                                             | 本站中，张铁林于吐槽环节出现，并参与之后的知识问答和默契大考验环节，亦于第二天与师徒五人共进晚餐；最后一期《我们的师父高光时刻》于GSG告别前播放了四人的日常花絮和《我们的师父》回忆录  |

- ^  注解1： 因频道特殊编排，本期节目于5月3日（週五）22:00播出。

## 收视率
| 中国大陆 湖南卫视 首播收视率 |               |        |          |       |           |           |           | |
| 集數                         | 播出日期      | CSM55  | CSM55    | CSM55 | CSM全国网 | CSM全国网 | CSM全国网 | 備註 |
| 集數                         | 播出日期      | 收視率 | 收視份額 | 排名  | 收視率    | 收視份額  | 排名      | 備註 |
| 1                            | 2019年3月30日 | 0.733  | 5.18     | 6     | 0.6       | 5.01      | 1         | |
| 2                            | 2019年4月6日  | 0.476  | 3.58     | 11    | 0.44      | 3.84      | 1         | 浙江《遇见你真好》前移至20:30播出                                                                           |
| 3                            | 2019年4月13日 | 0.551  | 4.06     | 9     | 0.62      | 5.26      | 1         | |
| 4                            | 2019年4月20日 | 0.537  | 3.90     | 12    | 0.48      | 4.03      | 1         | |
| 5                            | 2019年4月27日 | 0.307  | 2.60     | 14    | 0.28      | 2.95      | 2         | CSM55数据中缺泸州数据，故实为CSM54                                                                          |
| 6                            | 2019年5月3日  | 0.375  | 2.65     | 10    | 0.31      | 2.66      | 3         | 因频道特殊编排，本期节目于週五22:00播映                                                                     |
| 7                            | 2019年5月11日 | 0.531  | 3.68     | 8     | 0.5       | 4.08      | 1         | 浙江《熟悉的味道第四季》开播 东方《我最爱的女人们》开播，《妈妈咪呀第六季》自5月17日起调整为每週五21:30播出 |
| 8                            | 2019年5月18日 | 0.534  | 3.37     | 7     | 0.48      | 3.71      | 1         | 《我们的师父高光时刻》CSM55收视率及份额分别为0.363/3.95，全国网收视率及份额分别为0.26/3.64                  |
| 9                            | 2019年5月25日 | 0.527  | 3.40     | 9     | 0.4       | 3.17      | 1         | 《我们的师父高光时刻》CSM55收视率及份额分别为0.310/3.67                                                     |
| 10                           | 2019年6月1日  | 0.567  | 3.72     | 7     | 0.51      | 3.92      | 1         | 《我们的师父高光时刻》CSM55收视率及份额分别为0.379/4.54，全国网收视率及份额分别为0.28/4.33                  |
| 11                           | 2019年6月8日  | 0.477  | 2.95     | 8     | 0.39      | 2.91      | 1         | 《我们的师父高光时刻》CSM55收视率及份额分别为0.276/3.16                                                     |
| 12                           | 2019年6月15日 | 0.484  | 4.02     | 5     | 0.44      | 4.24      | 1         | 因转播《新闻联播》超时，本期节目顺延至22:18播映                                                             |

1. 同时段或交叉时段主要节目：
  - 浙江卫视：《遇见你真好》／《熟悉的味道4》
  - 东方卫视：《妈妈咪呀6》／《我最爱的女人们》
2. 数据由广视索福瑞提供，调查范围为四岁以上之观众。
3. 以上收视排名不包括央视在内。
4. 资料来源：卫视这些事儿、卫视小露电、TV未知数。
5. 排名为週六晚间所有综艺节目的排名，并不一定为同一时段。
6. 自第八期节目开始，收视数据分为正片和《我们的师父高光时刻》两个时段统计。

## 宣传活动
| 播出时间      | 活动           | 出席者                         |
| ------------- | -------------- | ------------------------------ |
| 2019年4月13日 | 《快乐大本营》 | 于晓光、大张伟、刘宇宁、董思成 |
| 2019年5月12日 | 《天天向上》   | 于晓光、大张伟、刘宇宁、董思成 |